# Pierre-Max Dubois
Pour les articles homonymes, voir Dubois.
Pierre-Max Dubois, né le 1er mars 1930 à Graulhet (Tarn) et mort le 29 août 1995 à Rocquencourt (Yvelines), est un compositeur français.

## Biographie
Dubois commence ses études musicales au conservatoire de Tours, où il obtient des prix en classe d'harmonie, de clarinette et de piano, avant d'intégrer le Conservatoire national de musique à Paris. Il a pour professeur de composition Darius Milhaud. Loin de se laisser influencer par tous les courants musicaux qui ont traversé le XXe siècle, il va composer une musique tonale et mélodique, à l'écart du sérialisme et du dodécaphonisme prisés par ses contemporains. Il obtient un grand prix de Rome en 1955 et le grand prix musical de la Ville de Paris en 1964.
De 1967 à 1995, il est professeur d'analyse et de culture musicale au Conservatoire national supérieur de musique de Paris.

## Œuvres
Dubois a composé plus de cent cinquante œuvres, de la musique instrumentale pour piano, instruments à vent, avec un intérêt particulier pour le saxophone, instruments à cordes, musique de scène (ballet, opéra), musique vocale (pour baryton et piano, ténor et orchestre, chœur a cappella). Il a écrit, à la demande d'une obédience maçonnique française, des partitions destinées aux cérémonies des trois premiers grades, qui ont été enregistrés sous le titre Anthologie de la musique rituelle maçonnique contemporaine (Disque UCA 530 039, mono ou stéréo). Une partie des partitions des œuvres de Pierre-Max DUBOIS est éditée par les éditions Billaudot.
(Voir son catalogue dans la rubrique liens externes)

## Éléments discographiques
- Œuvres pour clarinette et piano, Csaba Klenyán, clarinette - Ildikó Cs. Nagy, piano,

HCD 32116 Label : Hungaroton Classics  
- Musique de chambre avec flûte, Gergely Ittzés, flûte, piccolo - Alex Szilasi, piano - le quatuor de flûtes TeTraVERSI, Zsuzsanna Ittzés, flûte, piccolo - Roland Szentpáli et Sándor Papp, tubas - l'Orchestre de Chambre Solti dirigé par Ferenc Gábor,

HCD 32269 Hungaroton
- Concerto no 2 pour saxophone ; Daniel Gremelle, saxophone, Orchestre philharmonique de l'État slovaque, dir. Bystrick Rezucha, disque Marco Polo-Naxos (+ œuvres de Jean Rivier et Patrice Sciortino)